# Distanzstein (Nauendorf)

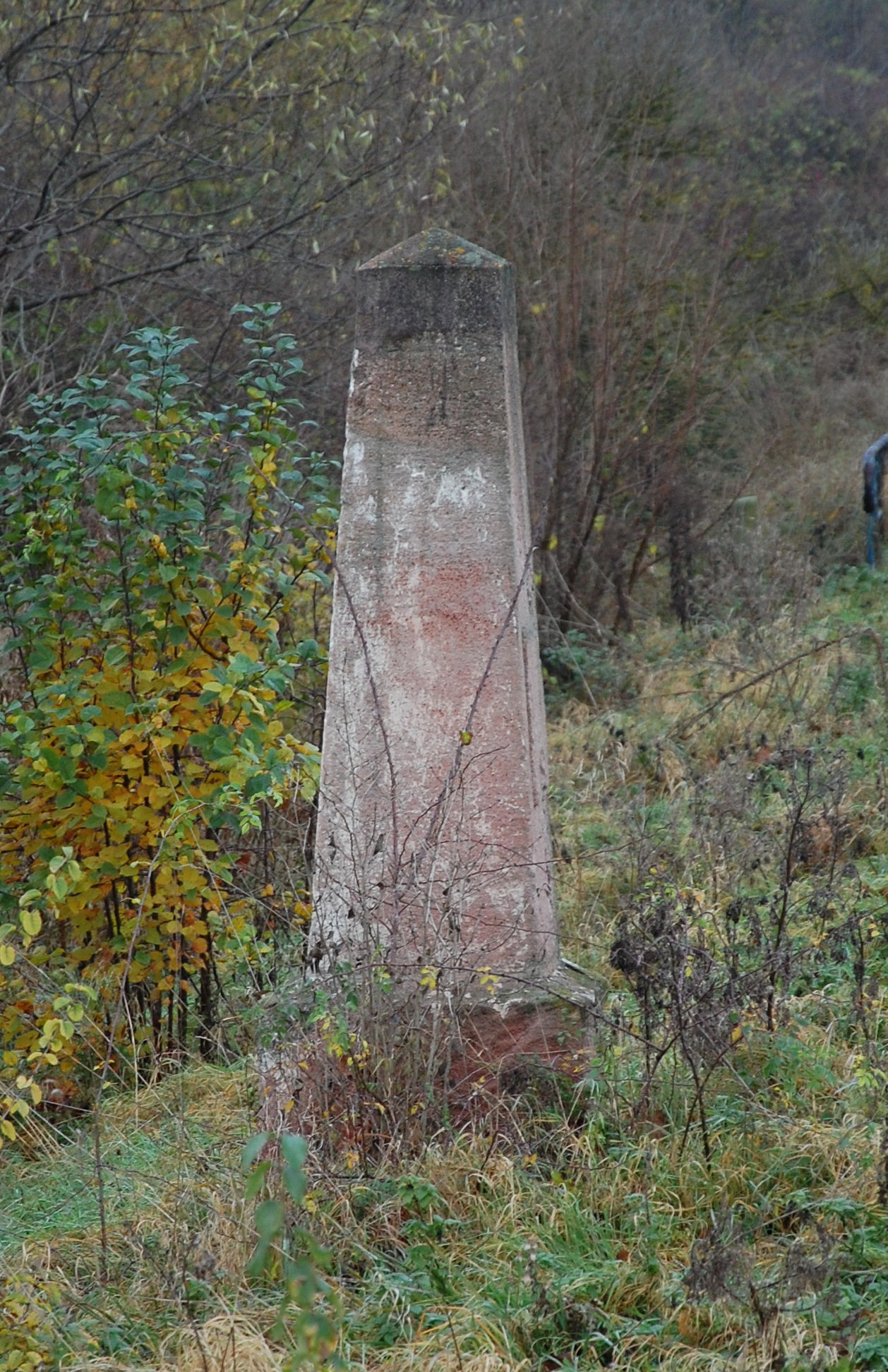
Distanzstein bei Nauendorf

Der Distanzstein  ist ein denkmalgeschützter Distanzstein bei Nauendorf in der Gemeinde Wettin-Löbejün in Sachsen-Anhalt.

## Lage
Der im örtlichen Denkmalverzeichnis eingetragene Distanzstein befindet sich am westlichen Fahrbahnrand der Landesstraße 50 zwischen Könnern und Halle (Saale), südwestlich der Ortslage von Nauendorf.

## Anlage und Geschichte
Der Distanzstein wurde in der Zeit um das Jahr 1800 an der damaligen Magdeburg–Leipziger Chaussee aufgestellt. Der Stein ist als hoher Obelisk aus Sandstein gefertigt.